# Hans Wuttig
Hans Wuttig (* 31. August 1932 in Landsberg (Warthe); † 10. Juli 2021 in Sulzbach-Rosenberg) war ein deutscher Maler.

## Leben
Hans Wuttig verbrachte seine Gymnasialzeit in Frankfurt (Oder) und in Bayreuth. Von 1953 bis 1957 studierte er an der Akademie der Bildenden Künste München, unter anderem bei Richard Seewald. Nach seinem Studium ließ er sich 1959 in Sulzbach-Rosenberg nieder und begann mit seiner Malerei.
Ab 1965 engagierte sich Wuttig beim Volksbildungsverein, dem Vorläufer der heutigen Volkshochschule Amberg-Sulzbach. Nach der Gründung der Volkshochschule mit hauptamtlichen Kräften fungierte er als Vorsitzender des Fördervereins.
Bis zu seinem Ruhestand unterrichtete er Kunsterziehung am Herzog-Christian-August-Gymnasium in Sulzbach-Rosenberg. 1981 war er Mitbegründer der lokalen Künstlergruppe Gruppe 81.
Wuttig war zudem u. a. Mitglied im Berufsverband Bildender Künstler Niederbayern/Oberpfalz, des Bundes Fränkischer Künstler, der Künstlergilde Esslingen und des Oberpfälzer Kunstvereins.

## Werk
Wuttig malte vorwiegend gegenständliche Aquarelle im impressionistischen Stil, experimentierte aber auch mit anderen Darstellungsformen.

## Preise und Stipendien
1995 wurde er mit dem Kulturpreis der Stadt Sulzbach-Rosenberg geehrt. Wuttig wurde 2011 für sein künstlerisches Gesamtwerk und für seine Verdienste um die bildende Kunst, vor allem die Gründung der Gruppe 81, mit dem Bundesverdienstkreuz am Bande ausgezeichnet. Im Juli 2013 wurde er zum Ehrenbürger von Sulzbach-Rosenberg ernannt.

## Ausstellungen und Kataloge
Seit Beginn seiner Schaffensphase 1959 war er mit Werken an Ausstellungen im In- und Ausland beteiligt, z. B. in Bonn, Berlin, München, Nürnberg, Regensburg, Bayreuth, Weiden in der Oberpfalz, Kulmbach, Paris (Frankreich) und Holstebro (Dänemark). Einzelausstellungen führten ihn u. a. nach Nürnberg, Minden, Dornstetten, Carcassonne (Frankreich), Rumburk (Tschechien) und Landshut.
Sein 1964 entstandenes Gemälde Grafengehaig (Oberfranken), mit Öl auf Presspappe gemalt, wurde 1965 aus Mitteln des bayerischen Kultusministeriums erworben und gehört bis heute mit der Inventarnummer 13694 zum Bestand der Bayerischen Staatsgemäldesammlungen, und zwar der Sammlung Moderne Kunst in der Pinakothek der Moderne München.
Wuttig ist in zahlreichen Katalogen des Berufsverbands Bildender Künstler, des Bundes Fränkischer Künstler und des Oberpfälzer Kunstvereins vertreten.

## Veröffentlichungen
- Hans Wuttig: Sulzbach Rosenberg und seine schöne Umgebung. Hrsg.: Förster GmbH, 1994.
- Gruppe 81 (Hans Wuttig, A. Binder u. a.), Text Peter Ertel: Sulzbach-Rosenberg. Hrsg.: Verlag Buchner, 1984.